# 파비안 슈넬하르트
파비안 슈넬하르트(독일어: Fabian Schnellhardt, 1994년 1월 12일 ~ )는 독일의 축구 선수이다. 현재 독일 분데스리가의 SV 다름슈타트 98에서 활약하고 있다.